# クロスグリ

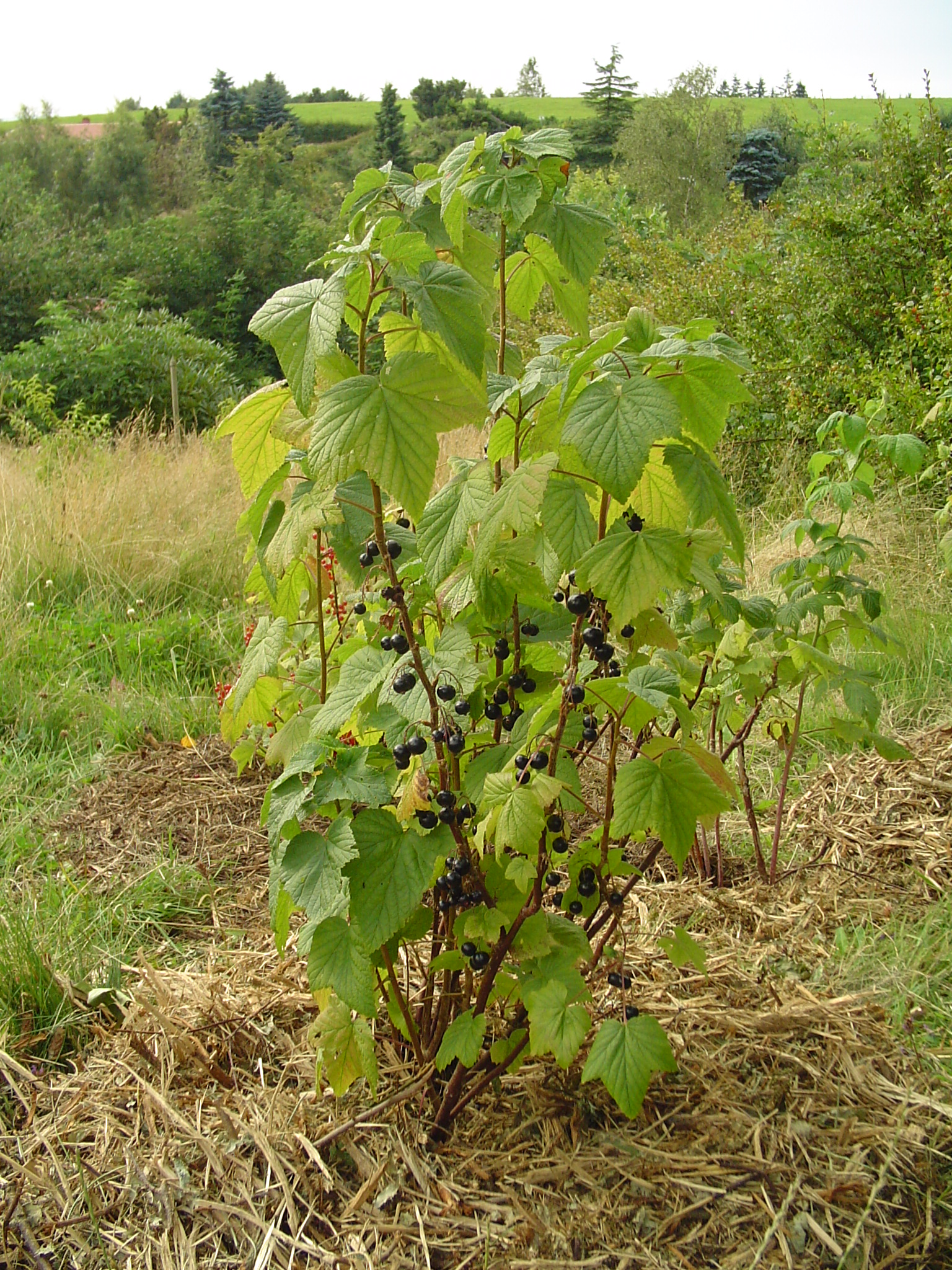
植物全体の様子

クロスグリ（黒酢栗、別名クロフサスグリ、英名ブラックカラント (Blackcurrant)、学名 Ribes nigrum）は、小さな食用の果実をつける温帯性の落葉低木。カシス（仏: Cassis）とも呼ばれる。果実は黒に近い濃紫色で、ビタミンCやアントシアニンが豊富。他のスグリの仲間と同じく、スグリ科スグリ属に分類される。

## 生産
カシスの世界最大の産地はポーランドで、毎年10万トンから14万5千トンの収穫高があり、これは世界全体の収穫高の約半分を占める。ポーランドは同時に輸出高でも世界最大である。またポーランドは品種改良も盛んで、頻繁に新品種を生み出している。
日本では11トンの収穫量があり、青森県が7.7トンとフサスグリ国内最大の産地となっている。
- アメリカ合衆国では19世紀まではクロスグリが広く栽培されていたが、1900年代にアジアからヨーロッパ経由で侵入し、抵抗性のないアメリカ大陸のマツ類に壊滅的被害を出し続けている五葉マツ類発疹さび病（英名：white pine blister rust）の原因菌Cronartium ribicolaの中間宿主になるということで クロスグリの栽培は禁止された。連邦政府によるクロスグリの栽培禁止令は1966年に廃止され、バーモント州、ニューヨーク州、コネティカット州、オレゴン州などでクロスグリ栽培が再び盛んになってきたが、現在でもマサチューセッツ州、メイン州、ニューハンプシャー州などの東部の諸州ではクロスグリの栽培が禁止されている。合衆国におけるクロスグリの認知度は低く、禁止令以前のレベルや欧州ほど一般的にはなっていない。

## 利用法
クロスグリの実はかすかな苦味をもち、ゼリー、ジャム、アイスクリーム、コーディアル、リキュール、ドライフルーツなどに利用される。イギリス、ヨーロッパ、イギリス連邦諸国では、クロスグリの風味を加えたり、干した果実を加えたクッキーなどの菓子が多数存在する。しかし、同じブランドの製品でも北アメリカでは、この風味が取り除かれていることが多く、代わりに利用しやすいブドウ味が使用されている。日本国内ではクロスグリの風味を活かしジャム、飴、ケーキ、ジュース、お茶、ワイン、サプリメントに加工されるなど利用されている。
また、クロスグリを使った飲み物は様々なものが販売されているが、国によって呼び方が異なる。
- 酒場では、クロスグリのコーディアルは単に「ブラック」と呼ばれる。例えば、「ウォッカ・アンド・ブラック」「スネークバイト・アンド・ブラック」「ペルノー・アンド・ブラック」「ブラック・アンド・レモネード」など。
- 北アメリカでは、クロスグリのコーディアルを「クレーム・ド・カシス (仏: creme de cassis)」と呼ぶ。
- イギリスやフランスでは、「キール」などで用いるクロスグリのリキュールを「クレーム・ド・カシス」と呼ぶ。
- オランダでは、赤い色のクロスグリ味のソフトドリンクをカシスと呼ぶ。
- イギリスのグラクソ・スミスクライン社は「ライビーナ」という商品名のクロスグリのコーディアルを生産している。ライビーナはイギリス、オーストラリア、ニュージーランド、香港などで販売されており、とても甘いが、主に子供向けの「健康飲料」として販売されている。

アガサ・クリスティの創作したベルギー人の名探偵エルキュール・ポアロは、しばしばクロスグリのシロップを飲んでいる。

## 成分

4-メトキシ-2-メチル-2-ブタンチオールの構造式

- 果実以外の植物の性質はフサスグリによく似ているが、両者は明確に見分けることができる。クロスグリの葉や茎は、カシスのジャムのような強烈な臭いがする。葉芽からはこの臭いのする精油が得られ、香水などにアクセントとして使用されている。この臭いの成分は、4-メトキシ-2-メチル-2-ブタンチオール、4-メルカプト-4-メチル-2-ペンタノン、ギ酸3-メルカプト-3-メチルブチルなどが知られている。
- クロスグリの種子油（カシスオイル）は、必須脂肪酸であるγ-リノレン酸 (GLA) を多量に含む。
- マウスでの動物実験では、A型インフルエンザウイルスに対し抗インフルエンザウイルス作用が示唆される[6]。
- かつて、（クロスグリに限らず）ベリーはデザイナーフーズ計画のピラミッドで3群に属していた。3群の中ではローズマリー、セージ、大麦、ジャガイモと共に最下位に属するが、癌予防効果のある食材であると位置づけられていた[7]。
- 4種類のアントシアニンが含まれている[8]。特に2種類のアントシアニンはクロスグリ特有の成分でブルーベリーやビルベリーなどには含まれていない[4]。